# Нерчинское золотопромышленное общество

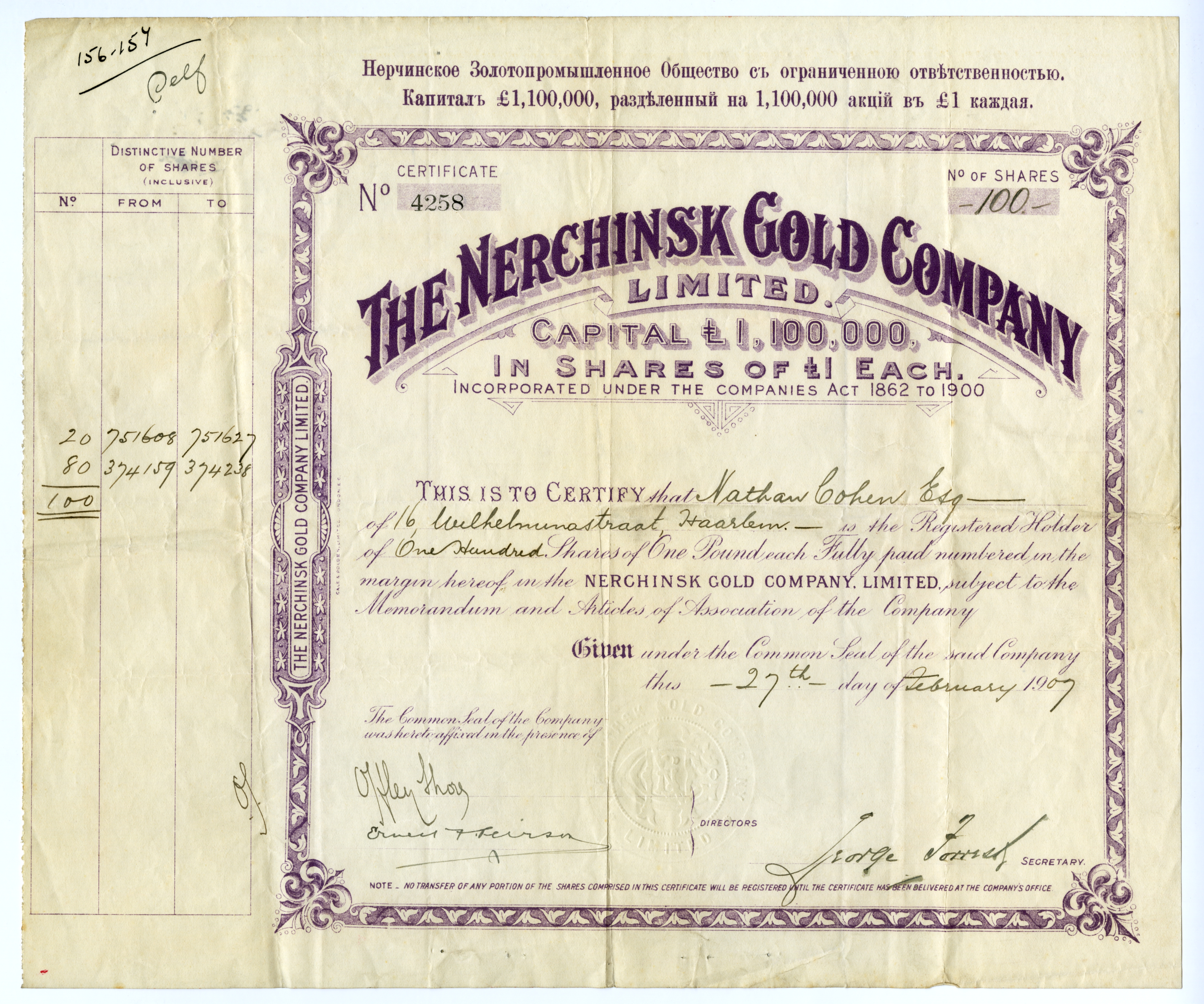
Нерчинское золотопромышленное общество с ограниченной ответственностью

Нерчинское золотопромышленное общество с ограниченной ответственностью, учрежденное в 1901 г. в Лондоне с капиталом в 1,1 млн.  фунтов стерлингов, оборудовавшее свою фабрику на Ключевском руднике в Забайкальской области, одним из первых в Российской империи применило методы дражной добычи золотой руды. Во многом благодаря этой инновации предприятие добилось  наилучших результатов в регионе, что в итоге привело к размещению акций компании в котировальном листе Лондонской биржи.